# یواس‌اس ال‌اس‌تی-۳۵۰
یواس‌اس ال‌اس‌تی-۳۵۰ (به انگلیسی: USS LST-350) یک کشتی بود که طول آن ۳۲۸ فوت (۱۰۰ متر) بود. این کشتی در سال ۱۹۴۳ ساخته شد.